# 施塔芬哈根
施塔芬哈根（德語：Stavenhagen，發音：[ʃtafn̩ˈhaːɡn̩] ⓘ）是德国梅克伦堡-前波美拉尼亚州梅克伦堡湖区县的城市，面积41.02平方千米，2023年12月31日人口为5,768人。